# Europop
Europop ist eine zu Beginn der 1970er Jahre in Kontinentaleuropa entstandene Variante der Popmusik, die in der Folgezeit insbesondere durch die Gruppe ABBA geprägt wurde und weltweit große Popularität erlangte.
Europop entstand, als kontinentaleuropäische Musiker begannen, Popmusik für einen europäischen und internationalen Musikmarkt zu schreiben, und ihre Gesangstexte daher in Englisch anstatt in ihrer Muttersprache verfassten. Die Texte sind daher meist in einem einfachen, leicht verständlichen Englisch (high-school-level english) geschrieben und inhaltlich oft anspruchslos. Ein weiteres Merkmal sind eingängige, unbeschwerte Melodien, die sich leicht mitsingen lassen und meist so arrangiert werden, dass man gut zu ihnen tanzen kann.
Als einer der ersten Europop-Hits gilt Black is Black von Los Bravos, der 1966 zu einem millionenfach verkauften Hit wurde. In den 1970er Jahren wurde dann Abba, nachdem sie mit dem Lied Waterloo den Eurovision Song Contest gewonnen hatten, stilprägend für den Europop. Weitere bekannte Interpreten aus den 1970er Jahren sind Donna Summer (Produzent Giorgio Moroder) und Boney M. (Produzent Frank Farian). Der Europop beeinflusste in der Folgezeit dann auch die musikalische Entwicklung in England, wo seit den 1980er Jahren auch zunehmend Europop-Titel veröffentlicht wurden, wie zum Beispiel von Kylie Minogue, den Pet Shop Boys und Erasure. Nachdem Donna Summer, Boney M. und Abba bereits in den 1970er Jahren erste Discotitel veröffentlicht hatten, entwickelte sich der Europop in den 1980er Jahren zu Eurodisco und in den 1990er Jahren zu Eurodance weiter. Bekannte Interpreten sind hier S Club 7, Modern Talking, Kim Wilde, Bananarama, Rick Astley und Aqua.